# 1995년 런던 영화 비평가 협회상
제16회 런던 영화 비평가 협회상의 시상식에 관한 내용이다.

## 수상 및 후보

### 작품상
- 꼬마 돼지 베이브

### 외국어영화상
- 일 포스티노

### 감독상
- 천상의 피조물 - 피터 잭슨 수상

### 작가상
- 퀴즈 쇼 - 폴 아타나시오 수상

### 여우주연상
- 투 다이 포 - 니콜 키드먼 수상

### 남우주연상
- 돈 쥬앙 - 조니 뎁 수상

### 영국감독상
- 일 포스티노 - 마이클 래드포드 수상

### 영국여우주연상
- 천상의 피조물 - 케이트 윈슬렛 수상

### 영국남우주연상
- 조지 왕의 광기 - 나이젤 호손 수상

### 영국작가상
- 조지 왕의 광기 - 앨런 베넷 수상

### 영국제작자상
- 진실과 코미디 - 시몬 필즈, 피터 첼솜 수상

### 영국기술공헌상
- 조지 왕의 광기 - 켄 애덤 수상

### 영국신인상
- 쉘로우 그레이브 - 대니 보일 수상

### 신인상
- 꼬마 돼지 베이브 - CHRIS NOONAN 수상

### 특별상
- 존 길구드 수상

### 애튼보로우 상
- 조지 왕의 광기

### 딜리스 파웰상
- 웬디 힐러 수상